# Jacopo Mazzoni

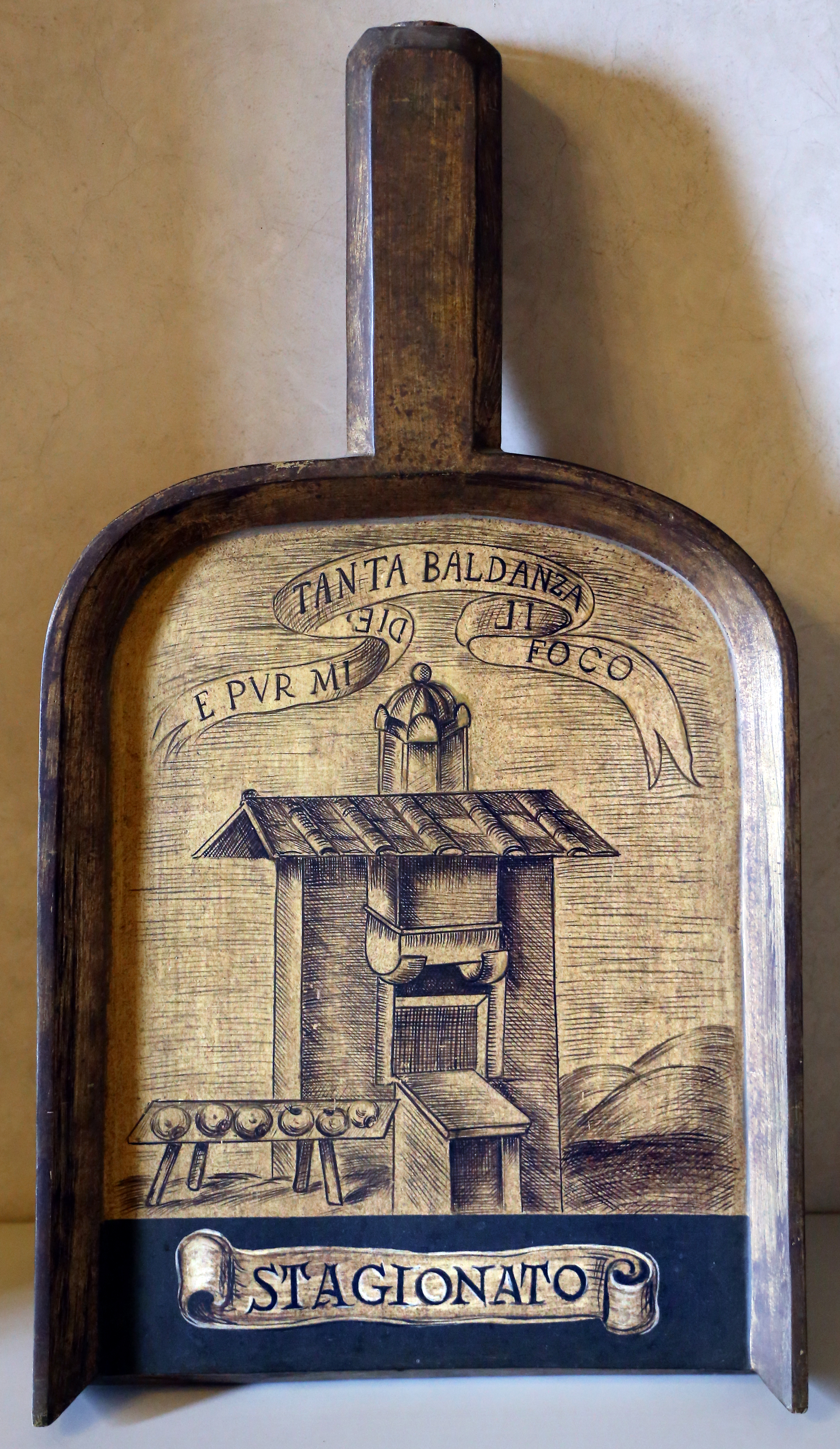
Da „Pala“ von Jacopo Mazzoni (Stagionato) im Accademia della Crusca

Jacopo Mazzoni, auch Giacomo, latinisiert Jacobus Mazzonius, (* 27. November 1548 in Cesena; † 10. April 1598 ebenda) war ein italienischer Altphilologe, Literaturwissenschaftler und Philosoph. Er galt als einer der größten Gelehrten seiner Zeit in Italien, der auch das Studium der italienischen Sprache beförderte.
Mazzoni studierte in Bologna (unter anderem Griechisch, Latein, Hebräisch, Dichtkunst, Rhetorik) und an der Universität Padua (Philosophie und Jura). Er hatte ein ausgezeichnetes Gedächtnis, was ihm half in öffentlichen Disputationen zu brillieren. Er war zunächst Professor in Macerata. 1588 bis 1597 war er Philosophieprofessor in Pisa, wo er Einfluss auf Galileo Galilei hatte (der dort um 1590 Mathematik lehrte), mit dem er sich befreundete. 1597 wurde er an die Universität La Sapienza in Rom berufen, begleitete aber zunächst Kardinal Pietro Aldobrandini nach Ferrara und Venedig. Auf dem Rückweg erkrankte er und starb im heimatlichen Cesena. Mazzoni war an der Gründung der Accademia della Crusca beteiligt.
Er schrieb ein Werk zur Verteidigung der Göttlichen Komödie von Dante (Difesa della Commedia di Dante 1587, nachdem eine erste Version schon 1572 erschienen war), in dem er auch seine Theorie der Dichtkunst darstellt. Er verbindet Poesie mit Rhetorik – beide suchen nach Mazzoni nicht eine Wahrheit hinter den Dingen, sondern Glaubwürdigkeit beim Publikum und Ziel der Dichtkunst sei Unterhaltung.
Er war an Astronomie interessiert und veröffentlichte 1597 In universam Platonis et Aristotelis philosophiam praeludia (erschienen in Venedig). Er wandte sich darin gegen das geozentrische System und verteidigte das kopernikanische System gegen das ptolemäische. In einem Brief an Mazzoni vom 30. März 1597 stimmte Galilei dieser Position zu – dieser Brief ist eines der frühesten Zeugnisse für Galileis Hinwendung zum kopernikanischen System.
Sein philosophisches Hauptwerk war ein Versuch, die Philosophien von Platon und Aristoteles (De Triplici Hominum Vita, Activa Nempe, Contemplativa, et Religiosa Methodi, 1576) zu verbinden.